# Don't Rain on My Parade

Don't Rain on My Parade est une chanson écrite par Bob Merrill et Jule Styne en 1964, interprétée notamment par Barbra Streisand dans la comédie musicale et le film Funny Girl.

## Reprises
- Ella Fitzgerald avec "the Johnny Spence Orchestra", live à Londres diffusé par la BBC (1965)
- Bobby Darin sur l'album In a Broadway Bag (1966)
- Japan sur l'album Adolescent Sex (1978)
- Only Men Aloud! sur l'album Only Men Aloud! (2008)
- Lea Michele dans la série Glee (2009)
- Naya Rivera dans la série Glee (2014)
- Yeardley Smith (Lisa) dans la série Les Simpson  dans l'épisode Lisa retrouve Marge (2016). Dans la VF, elle est interprétée par Nathalie Bienaimé, la VF habituelle de Bart depuis la saison 23 (en replacement de Joëlle Guigui) car Aurélia Bruno, la VF de Lisa, ne sait pas chanter.